# Segunda batalla de la carretera de La Coruña
La segunda batalla de la Carretera de La Coruña, llamada también la batalla de la niebla, se libró en la segunda mitad de diciembre de 1936 en torno a Villanueva de la Cañada y Boadilla del Monte (Madrid) durante la guerra civil española. 

## Antecedentes
El fracaso de los sublevados en la Primera batalla de la carretera de La Coruña no les hizo a estos renunciar a cubrir el flanco izquierdo de su despliegue sobre Madrid. No obstante, además de este objetivo defensivo, planearon una operación de mayor alcance, consistente en romper el frente en Villanueva de la Cañada y Boadilla y avanzar entonces por terreno despejado hasta la carretera de La Coruña, ocupando Villanueva del Pardillo, Majadahonda, El Plantío, Aravaca y la cuesta de las Perdices, llegando hasta el río Manzanares.

## Las fuerzas en combate

### Lossublevados
Los sublevados, bajo las órdenes del general Varela, crean tres columnas principales de ataque, aunque no hay que olvidar otras dos que operan en los flancos.
Las columnas principales son:
- Columna del Coronel Monasterio, la cual actuará desde Brunete sobre Villanueva de la Cañada y luego sobre Villanueva del Pardillo.
- Columna del Teniente coronel Barrón, atacará desde Villaviciosa de Odón a Boadilla por el oeste y luego avanzará hacia Majadahonda.
- Columna del Coronel Saénz de Buruaga, atacará desde Villaviciosa de Odón a Boadilla de frente, llegará a Majadahonda, y girará hacia el este, llegando hasta el Manzanares.

Aparte de estas tres columnas principales, actuarán otras dos:
- División «Ávila», que atacará desde Navalagamella hacia Valdemorillo.
- Columna del teniente coronel Siro Alonso, atacará Boadilla por el este y cubrirá el flanco derecho de la columna de Saéz de Buruaga.

La fuerza de las columnas principales está formada por 15 batallones, 9 escuadrones de caballería 13 baterías (52 cañones), dos compañías de Panzer I, cuatro secciones de zapadores y servicios, dando un total de unos 10 000 hombres. Las fuerzas de las columnas que actúan en las alas se desconocen.

### Ejército republicano
En el bando republicano, todo este sector, desde Valdemorillo a Las Rozas, era defendido por la 35.ª Brigada Mixta al mando de Luis Barceló Jover, formada por unos 5.000 hombres y unas 6 piezas de artillería (documento del 23 de noviembre), que pertenecía al Primer Sector de la Defensa de Madrid, mandado por el general Kleber. Pronto llegaron de refuerzo la XI Brigada Internacional al mando de Hans Kahle (3 batallones extranjeros y otros 3 españoles adscritos al final de la batalla); la XII Brigada Internacional, al mando de Pacciardi; el batallón de “El Campesino”, un batallón de la 4.ª Brigada Mixta, un batallón de choque de Huelva, una compañía de ametralladoras (total unos 5.000 hombres), tanques y un número desconocido de piezas de artillería.

## Desarrollo de la batalla

Término municipal de Boadilla, pueblo donde sucedió la batalla

El ataque se inicia el día 14 de diciembre, con un día de retraso por la niebla, aunque ésta persistió en la jornada del ataque hasta el mediodía. Actuaron las dos columnas de los flancos, la División Ávila y la columna Siro Alonso, además de la principal de Saéz de Buruaga, que llegó al pueblo de Boadillla por la noche, ocupando algunas casas. El día 15 continuaba la niebla, lo que impedía la actuación aérea y una mayor efectividad de la artillería. El pueblo lo siguen defendiendo las tropas de Barceló (unas 1.200 hombres a finales de noviembre) y la XI Brigada Internacional, que ha llegado de refuerzo.
El 16 amanece despejado y, con apoyo aéreo y artillero, los sublevados desalojan a los defensores de Boadilla al atacarle con las columnas de Barrón, Saéz de Buruaga y Siro Alonso. En el bando republicano, Rojo prepara un contraataque dirigido por el general Lukacs con la XI y la XII Brigadas Internacionales, el Batallón de choque de El Campesino y un batallón de la 4.ª Brigada Mixta, además de la sección de ametralladoras y la sección de carros, pero la pérdida de Boadilla hace que dichas reservas deban de ser inmediatamente puestas en línea para evitar la ruptura del frente. El día 17 la espesa niebla impide atacar a los sublevados, iniciando los republicanos trabajos de atrincheramiento. El 18 sigue la niebla, pero se realizan rectificaciones de línea frente a Boadilla de poca importancia. El 19, con los republicanos reforzados por 3 batallones más, posiblemente los adscritos a la XI Brigada, los nacionales reanudan el ataque al norte de Boadilla, pero son frenados. Al oeste, la columna de Monasterio avanza y ocupa sin dificultad Villanueva de la Cañada, en donde es detenida.
El 20 y 21 continúan los combates, llegando los sublevados a un par de kilómetros de Villafranca, al vértice Romanillos, pero sin lograr la ruptura. El 23 los sublevados se repliegan a Boadilla, ocupando los republicanos el terreno al norte del pueblo.

## Consecuencias
Una vez más, el bando sublevado ve detenida una ofensiva a campo abierto en Madrid. Su maniobra, de mayor alcance que la realizada a finales de noviembre, se ve frenada por la niebla, que le imposibilita utilizar su mayor poder aéreo y artillero, y por la obsesión de tomar Boadilla, en donde los republicanos muestran su buena preparación para la defensa, en vez de intentar superarla por el oeste. No hay que olvidar tampoco la buena actuación de las tropas de Barceló que resistieron en el pueblo de Boadilla y la de las brigadas internacionales XI y XII, que con una gran cantidad de bajas evitaron la ruptura del frente tras la pérdida de Boadilla. Batallones como el Comuna de París (de la XI) o el Thälmann (de la XII) quedaron muy diezmados.